# 380-kV-Leitung Wesel–Doetinchem

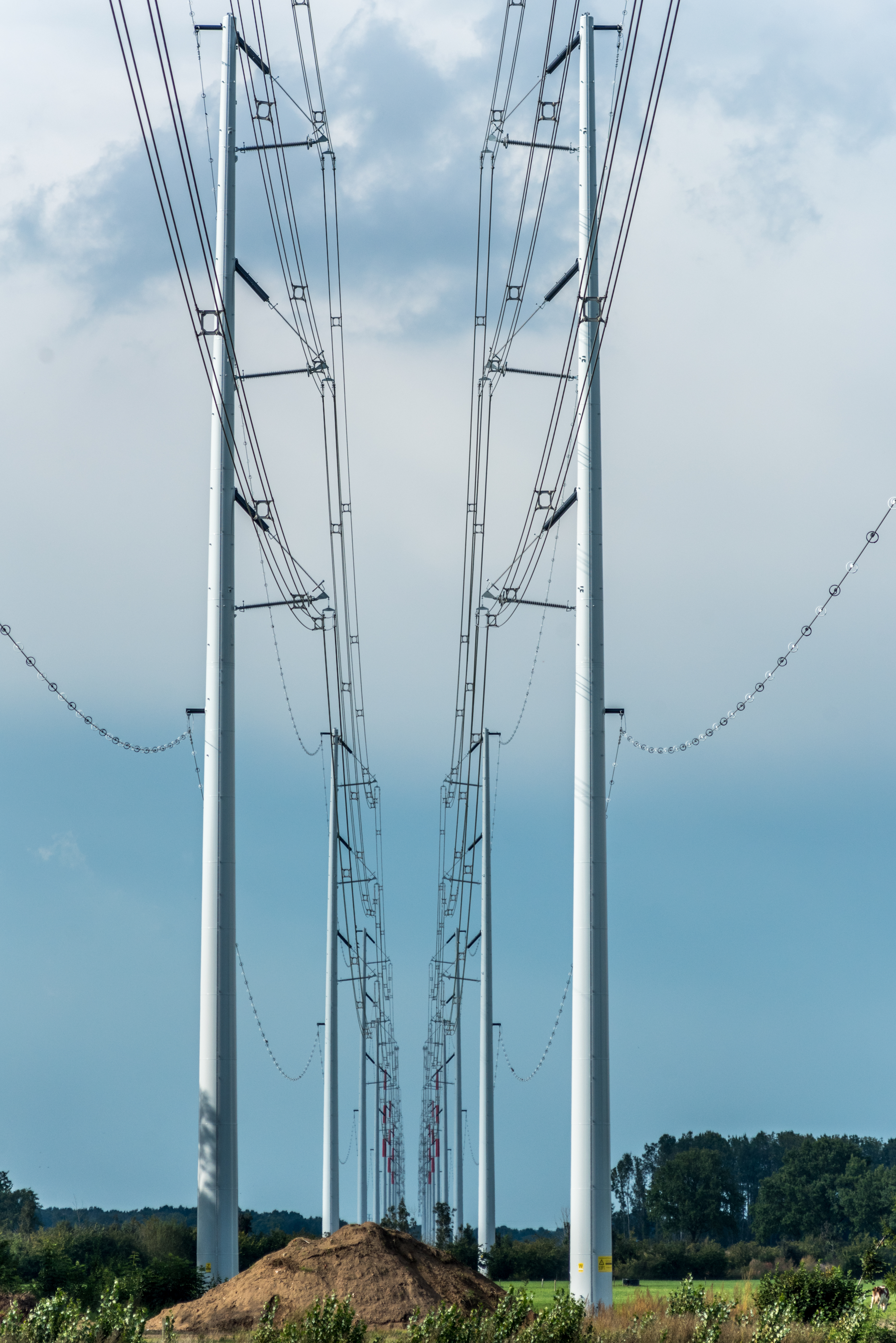
Vollwandmast-Doppelreihe (Typ Wintrack) der Leitung in Oude IJsselstreek 2017

Die 380-kV-Leitung Wesel–Doetinchem ist eine 2018 fertiggestellte, grenzüberschreitende Drehstrom-Höchstspannungs-Freileitung zwischen der Umspannanlage Niederrhein bei Wesel in Deutschland und Doetinchem in den Niederlanden.

## Bedeutung

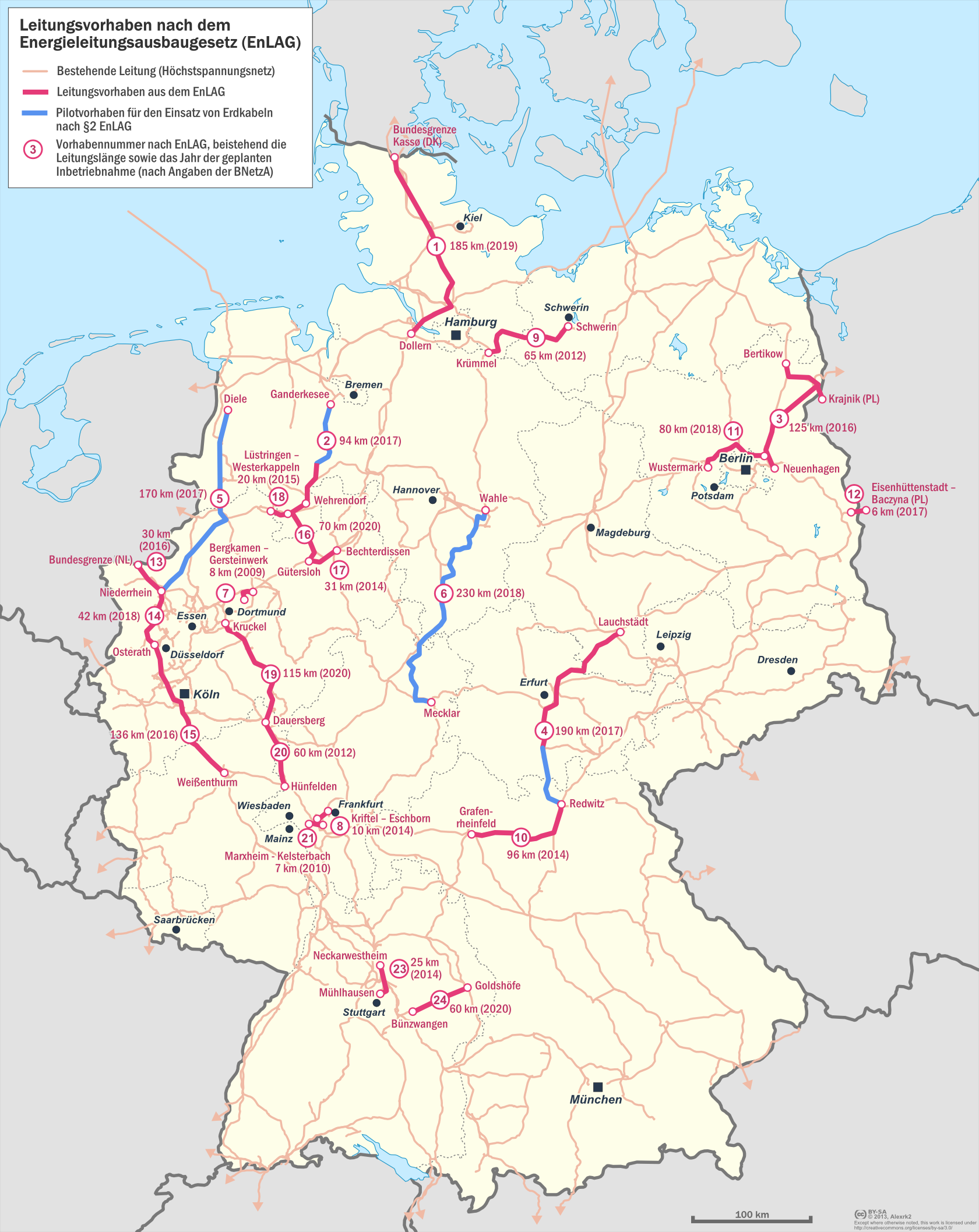
Karte der EnLAG-Vorhaben. Wesel–Bundesgrenze trägt die Nummer 13.

Die rund 57 Kilometer lange Leitung bildet eine von vier Höchstspannungsverbindungen zwischen Deutschland und den Niederlanden. Die gesetzliche Grundlage für den Bau in Deutschland ist das Energieleitungsausbaugesetz (EnLAG) von 2009, in dem die Leitung als Vorhaben Nr. 13 aufgeführt ist.
Der 35 km lange Abschnitt von der Umspannanlage Niederrhein bis zur Bundesgrenze wird von Amprion, der weitere Abschnitt zur Umspannanlage Doetinchem mit 22 Kilometern Länge von TenneT TSO B.V. betrieben.
Durch die Leitung wird die Integration des europäischen, insbesondere des nordwesteuropäischen Strommarktes, etwa durch Stromerzeugung an kostengünstigeren Standorten, verbessert. Daher wurde die Verbindungsleitung Deutschland–Niederlande zwischen dem Niederrhein (DE) und Doetinchem (NL) von der Europäischen Kommission als ein Vorhaben von gemeinsamem Interesse (Projects of Common Interest) unter der Nummer 2.12 in der PCI-Liste der Europäischen Union geführt. 
Weiterhin dient es auch zur Übertragung des Stromes aus erneuerbaren Energien in den Niederlanden.
Sowohl auf deutscher als auch auf niederländischer Seite wird eine bereits bestehende Hochspannungsleitung auf die Masten der neuen Leitung gebündelt umverlegt werden. Die 110-kV-Leitung Wesel/Niederrhein–Hüthum aus dem Jahr 1926 verlief zwischen Wesel und Millingen größtenteils im Trassenraum der neuen Leitung. Hierfür tragen die neuen 380-kV-Masten eine Zusatztraverse für die Aufnahme von zwei 110-kV-Stromkreisen. Auf niederländischer Seite wird auf 18 km Länge die 150-kV-Leitung Doetinchem–Winterswijk auf denselben Masten mitgeführt, dabei wurden die Masten der alten Leitung bis 2018 abgebaut.
Zwischen Millingen und Isselburg führt die Leitung auf der Trasse einer 25-kV-Leitung, die im Zuge des Leitungsneubaus abgebaut wurde. Nördlich der Umspannanlage Wesel/Niederrhein konnten auch einige Masten der alten 220-kV-Leitung von Wesel nach Ibbenbüren demontiert werden, nachdem diese Leitung ebenfalls durch 380 kV ersetzt wird.
Auf niederländischer Seite kommen durchgehend schmale Vollwandmastenpaare (sogenannte Wintrack-Masten) zum Einsatz, die bereits seit 2011 an einigen Leitungen in den Niederlanden eingesetzt werden. Auf deutscher Seite kommen auf einem sieben Kilometer langen Teilstück vor der Grenze im Rahmen eines Pilotprojekts erstmals 22 Vollwandmasten für 380 kV zum Einsatz. Diese schließen optisch an das Design der Wintrack-Masten an, sind allerdings als Einzelmasten mit drei Traversen und V-förmiger Erdseilspitze ausgeführt. Um einen farblichen Übergang zwischen den konventionellen Fachwerk- und den modernen Vollwandmasten herzustellen, sind die letzten drei Fachwerkmasten auf deutscher Seite weiß gestrichen worden.

## Geschichte

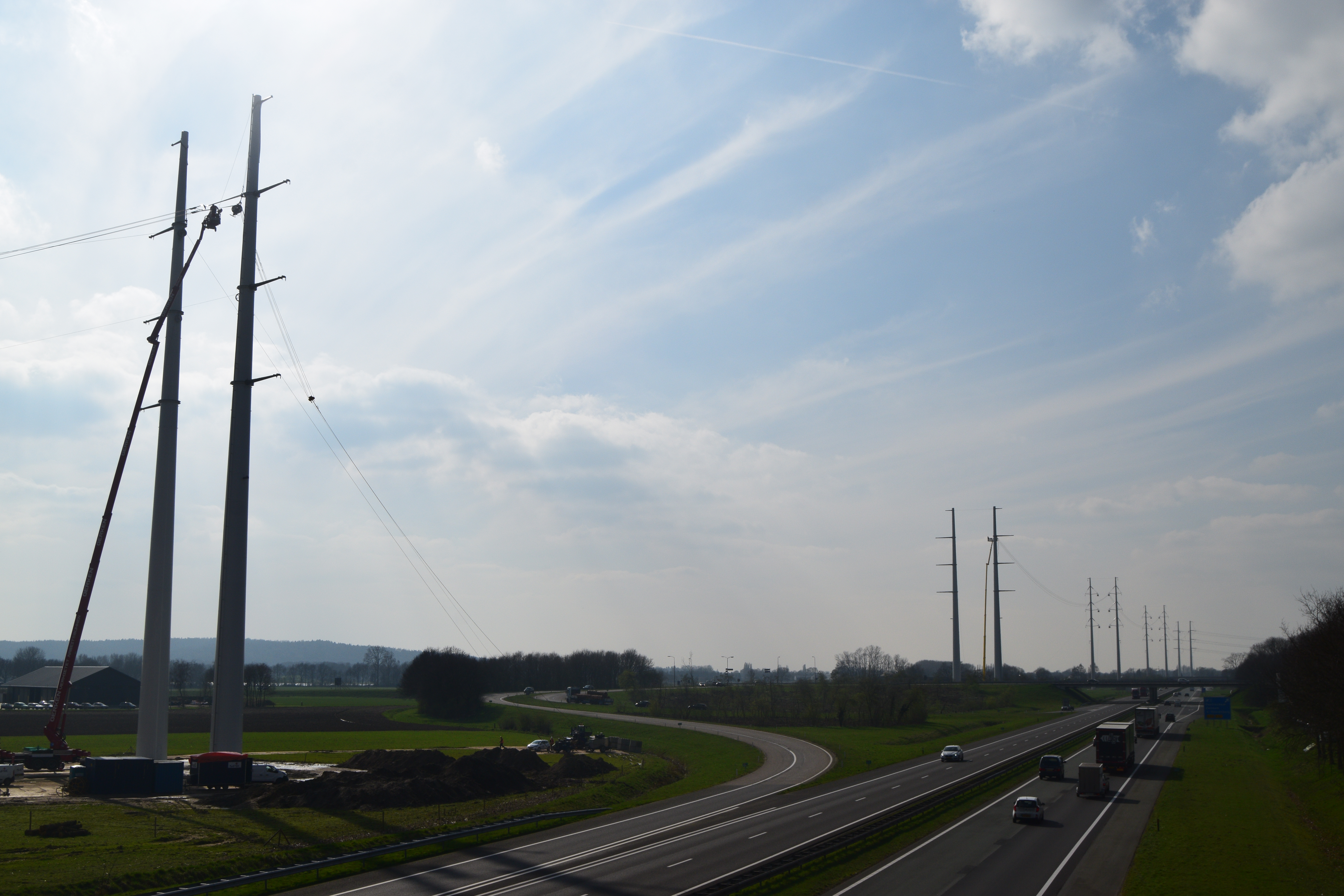
Aufbau der Stahlvollwandmasten (Typ Wintrack) auf niederländischer Seite 2017

Das Raumordnungsverfahren für die 380-kV-Kuppelleitung zwischen der Umspannanlage Niederrhein bei Wesel und der Übergabestelle bei Isselburg an der deutsch-niederländischen Grenze wurde mit der raumordnerischen Beurteilung vom 24. August 2011 durch die Bezirksregierung Münster abgeschlossen.
Das Planfeststellungsverfahren für den Abschnitt 1: Wesel – Pkt. Wittenhorst wurde mit dem Planfeststellungsbeschluss, der zum Bau und Betrieb der 380-kV-Verbindung berechtigt, vom 31. Oktober 2016 durch die Bezirksregierung Düsseldorf abgeschlossen.
Das Planfeststellungsverfahren für den Abschnitt 2: Pkt. Wittenhorst – Bundesgrenze NL wurde mit dem Planfeststellungsbeschluss vom 29. Dezember 2015 durch die Bezirksregierung Münster abgeschlossen.
Eine Nachbarschaftsklage gegen den zweiten Abschnitt blieb erfolglos.
Mit dem Bau der Leitung wurde im April 2016 auf niederländischer Seite begonnen. Seit Juli 2016 befand sich der Abschnitt zwischen Wittenhorst und Millingen und seit Oktober 2016 der Abschnitt von Millingen zur Bundesgrenze samt Vollwandmasten in Bau.
Im November 2017 wurden die ersten der insgesamt 22 Vollwandmasten bei Emmerich aufgestellt. Die 170 Tonnen schweren Konstruktionen wurden per Schwertransport aus Dänemark angeliefert.
Der erste Stromkreis auf der 57 km langen Leitung wurde am 23. August 2018 in Betrieb genommen. Am 21. September 2018 wurde die neue Leitung mit einem Festakt offiziell in Betrieb genommen.

## Verlauf
Die Leitung beginnt an der Umspannanlage Niederrhein, das am ehemaligen Kraftwerk Niederrhein direkt an der Lippe südöstlich von Wesel liegt. Parallel zur derzeit ebenfalls als Neubauprojekt angelegten 380-kV-Leitung Wesel–Dörpen verläuft sie zunächst in Richtung Norden und zweigt anschließend nach Nordwesten ab. Bei Millingen dreht sie nach Nordosten, überquert die A 3 und erreicht bei Anholt und der Bocholter Aa die Grenze zu den Niederlanden.
Auf niederländischer Seite dreht die Leitung wieder nach Nordwesten, läuft an der A 18 ein Stück parallel nach Westen, dann wieder nach Norden und erreicht die Umspannanlage Doetinchem.

### Leitungsabschnitte
| Nr.               | Abschnitt                      | Baubeginn         | Länge (km) |
| ----------------- | ------------------------------ | ----------------- | ---------- |
| 1                 | Wesel – Pkt. Wittenhorst       | März 2017         | 18         |
| 2.1               | Pkt. Wittenhorst – Millingen   | Juli 2016         | 10         |
| 2.2               | Millingen – Bundesgrenze D/NL  | Oktober 2016      | 7          |
| 3                 | Bundesgrenze D/NL – Doetinchem | April 2016        | 22         |
| Gesamtlänge (km): | Gesamtlänge (km):              | Gesamtlänge (km): | 57         |